# Кузнецов Юрій Олександрович
Юрій Олександрович Кузнецов  (рос. Кузнецов Юрий Александрович; нар. 3 вересня 1946, Абакан, РСФСР, СРСР) — радянський і російський актор театру і кіно. Заслужений артист Російської Федерації (2006). Лауреат кінопремії «Ніка» (2018).

## Життєпис
Народився 3 вересня 1946 року. в Абакані Красноярського краю (Росія).
Закінчив Далекосхідний педагогічний інститут мистецтв (1969) у Владивостоці.
У 1969—1979 рр. — актор Хабаровського крайового театру драми і комедії, у 1979—1986 рр. — Омського академічного театру драми.
Працює в Санкт-Петербурзькому театрі комедії ім. М. П. Акімова.
Популярний затребуваний актор, багато і плідно знімається в кіно і серіалах (зіграв більш ніж в 140 кіно- і телепроєктах), часто — у провідних режисерів: О. Германа, П. Лунгіна, П. Тодоровського, О. Прошкіна, О. Балабанова, Д. Месхієва, В. Бортка, В. Тодоровського, В. Трегубовича, С. Бодрова-ст., С. Арановича, А. Прошкіна тощо.
Знявся в українських фільмах: «Точка повернення» (1987, Ілля Матвійович Анісімов, льотчик; реж. В. Колегаєв, Одеська кіностудія), «Мистецтво жити в Одесі» (1989, Сеня П'ятирубель; реж. Г. Юнгвальд-Хількевич, Одеська кіностудія), «Фатальні діаманти»/«Алмазы шаха» (1992, Іванов, лікар (озвучував інший актор); реж. Б. Небієрідзе, студія Укртелефільм), «Людина з команди „Альфа“» (1992, реж. Б. Небієрідзе), «Впізнай мене, якщо зможеш» (2014, т/с; Василь Миколайович Бровковіч, слідчий) та ін.
У 2010 р. був членом журі конкурсу кінофільмів VIII Відкритого російського кінофестивалю театру і кіно «Амурська осінь» в Благовєщенську.
У 2019 р. брав участь в роботі XXV Російського кінофестивалю «Література і кіно» в Гатчині в складі кінотрупи, яка представляла нову картину реж. О. Веледінського «В Кейптаунському порту…», в якій знявся Ю. Кузнецов.

## Фестивалі та премії
- 2019 — Кінопремія «Ніка» (за підсумками 2018 року): у номінації За найкращу чоловічу роль другого плану (фільм «Людина, яка здивувала всіх» (2018), реж. Н. Меркулова)[4]

## Фільмографія
(неповна)

### Ролі в кіно і серіалах
- «Свій серед чужих, чужий серед своїх» (1974, епізод)
- «Потрібні чоловіки» (1983, Зубов, начальник будівництва)
- «Торпедоносці» (1983, підполковник Фоменко, командир авіаполку)
- «Прохіндіада, або Біг на місці» (1984, Володя)
- «Мій друг Іван Лапшин» (1984, начальник райвідділу міліції)
- «Межа можливого» (1984, Степан Тимофійович Бортов, робітник заводу, пізніше — директор заводу в Ярську)
- «Кольє Шарлотти» (1984, Корченов, злочинець-рецидивіст)
- «Підсудний» (1985, Сеня, безногий інвалід-моряк)
- «Протистояння» (1985, майор Олексій Іванович Жуков, начальник карного розшуку міста Нардина)
- «Я тебе ненавиджу» (1986, Юрій)
- «Комендант Пушкін» (1986, Олександр Семенович Пушкін)
- «Прорив» (1986, прохідник Геша Вязігін)
- «Вікторія» (1987, батько Вікторії)
- «Загін спеціального призначення» (1987, комісар Стехов)
- «Одного разу збрехавши…» (1987, Стас (Станіслав Лапшин), художник-нонконформіст)
- «Холодне літо п'ятдесят третього…» (1987, Іван Зотов, управитель факторії)
- «Без мундира» (1988)
- «Пригоди Квентіна Дорварда, стрілка королівської гвардії» (1988, королівський прево, Трістан Відлюдник)
- «Собаче серце» (1988, начитаний двірник («Мандриан»)
- «НП районного масштабу» (1988)
- «Штани» (1988, слідчий прокуратури)
- «Афганський злам» (1988, вертольотчик Щуп)
- «Стукіт у двері» (1989, Баулін, директор школи)
- «СЦР» (1989, епізод)
- «Пси» (1989, Іван Максимчук, начальник спецзагону)
- «Паперові очі Пришвіна» (1989, актор)
- «Гальмування в небесах» (1989, Олексій Митрофанович Куркін)
- «Геній» (1991, майор Андрій Сергійович Кузьмін)
- «Хміль» (1991)
- «Трава і вода» (1991)
- «Арифметика вбивства» (1991, Петро Прокопович Конєв, слідчий)
- «Неповерненець» (1991, Андрій Корнєєв)
- «Над темною водою» (1992, Сергій)
- «Дивні чоловіки Семенової Катерини» (1992, Євген Євгенович Заповітний, один Микити)
- «Удачі вам, панове!» (1992, швейцар в готелі «Асторія»)
- «Тюремний романс» (1993, Кошкарьов, слідчий)
- «Підмосковні вечори» (1994, слідчий Романов)
- «Фатальні яйця» (1995, продавець курей)
- «Американка» (1997, міліціонер Дядя Міша)
- «Шизофренія» (1997, Вальтер, начальник охоронного підприємства)
- «Брат» (1997, Гофман (німець)
- «Цирк згорів, і клоуни розбіглися» (1997)
- «Жіноча власність» (1998, Колосов, директор театру)
- «Агент національної безпеки» (1999, серія 11)
- «Російський бунт» (2000, Іван Гнатович)
- «Різдвяна містерія» (2000, Баранкулов)
- «Особливості національного полювання у зимовий період» (2000, Курцов Юрій Миколайович)
- «Життя забавами повне» (2001, Божок, чоловік Ліри)
- «Механічна сюїта» (2001, патологоанатом в морзі)
- «Антикілер» (2002, Крилов)
- «Щоденник камікадзе» (2002, Віктор)
- «Особливості національної політики» (2003, Степан Миколайович)
- «Дільниця» (2003, телесеріал; інвалід Дуганов)
- «Вулиці розбитих ліхтарів» (2003, підполковник/полковник міліції Петренко Юрій Олександрович, на прізвисько «Мухомор», начальник РВВС)
- «Ігри метеликів» (2004, Степанич)
- «Опера. Хроніки вбивчого відділу»(2004—2007, підполковник/полковник міліції Петренко Юрій Олександрович, на прізвисько «Мухомор», начальник РВВС)
- «Студенти» (2005—2008, телесеріал; Весновський Юрій Карлович, декан)
- «Короткий подих» (2006)
- «Острів» (2006, адмірал Тихон Петрович)
- «Ви не залишите мене...» (2006, «Ленін»)
- «Злочин і покарання» (2007, телесеріал; Семен Захарович Мармеладов, колишній титулярний радник)
- «Диверсант. Кінець війни» (2007, телесеріал; командир партизанського загону)
- «Розіграш» (2008, Михайло Михайлович, директор)
- «Московський дворик» (2009, телесеріал; дядько Вася)
- «Цар» (2009, Малюта Скуратов, опричник)
- «Зроблено в СРСР» (2011, Савелій Павлович, директор театру)
- «Шеф» (2011, Кузьма)
- «Робінзон» (2012, телесеріал; дядько Міша)
- «Шеф-2» (2013)
- «Ненароком» (2014, батько Каті і Сергія)
- «Піонери-герої» (2015, дід Каті)
- «Країна чудес» (2016, психіатр)
- «Дуелянт» (2016, слуга Количевих)
- «Хармс» (2017)
- «Петербург. Любов. До запитання» (2018, т/с; дідусь Світлани)
- «Ялинки останні» (2018, Євген Валентинович)
- «Людина, яка здивувала всіх» (2018, дід Микола)
- «Прощатися не будемо» (2018, Гермоген Данилов, священик)
- «Sheena 667» (2019)
- «У Кейптаунському порту» (2019, ветеран) та ін.

### Озвучування
- «Ілля Муромець і Соловей-Розбійник» (2007, анімаційний фільм; Антипка, головний радник Князя)
- «Три богатирі і спадкоємиця престолу» (2018, анімаційний фільм; боярин Антип)